# Fritz Amann
Fritz Amann (* 17. Februar 1950 in Schlins) ist ein österreichischer Politiker (FPÖ), Wirtschaftskammerfunktionär und Unternehmer. Amann war von 1993 bis 1994 sowie von 1996 bis 2009 Abgeordneter zum Vorarlberger Landtag, wobei er von 1999 bis 2004 als einer der Vizepräsidenten fungierte. Von 2010 bis 2014 war Amann Vizepräsident der österreichischen Wirtschaftskammer.

## Leben
Fritz Amann ist beruflich geschäftsführender Gesellschafter der Protec GmbH. Er gründete 1986 in Rankweil die Firma, welche auf Steuerungs- und Automatisierungstechnik spezialisiert ist, und mit 2010 auch einen Standort in Feldkirch hat und 25 Mitarbeiter beschäftigt.
Fritz Amann ist verheiratet und wohnt mit seiner Frau und seinen drei Kindern in Fraxern.

## Politische Karriere

### Im Vorarlberger Landtag
Am 21. Oktober 1993 wurde Fritz Amann in den Vorarlberger Landtag berufen. Er verblieb dort bis zum 3. Oktober 1994. Nach einer Pause wurde Amann erst am 1. Oktober 1996 wieder auf ein Landtagsmandat gewählt. Vom 5. Oktober 1999 bis zum 4. Oktober 2004 war er Landtagsvizepräsident, anschließend übernahm er die Funktion des Klubobmanns der Freiheitlichen Landtagsfraktion. 2001 kritisierte er im Landtag die Sprengung verendeter Rinder und machte so das Thema erstmals der breiten Öffentlichkeit bekannt. Nach der Landtagswahl in Vorarlberg 2009, bei der der freiheitliche Landesparteiobmann Dieter Egger im Wahlkampf einige Aussagen getätigt hatte, die Amann nach eigener Aussage nicht mittragen konnte, schied er aus dem Vorarlberger Landtag aus.
Den „Exiljuden-Sager“ von Dieter Egger zum Wahlkampfauftakt kommentierte Amann in einem Interview mit dem ORF mit den Worten „Zum einen wird die freisinnige-liberale Vorarlberger FPÖ in die braune Suppe geworfen, zum anderen könnte die Partei durch die Oppositionsrolle geschädigt werden“. Sein Nachfolger als freiheitlicher Klubobmann wurde mit der konstituierenden Sitzung des 29. Vorarlberger Landtags Dieter Egger.

### Als Wirtschaftskammerfunktionär
Fritz Amann war von 1994 bis 2007 Obmann des Ringes Freiheitlicher Wirtschaftstreibender (RfW) in Vorarlberg und war von 13. März 2004 bis 8. März 2014 Bundesobmann und damit Mitglied des erweiterten Präsidiums der Wirtschaftskammer Österreichs. 2010 folgte er Matthias Krenn (Bürgermeister von Bad Kleinkirchheim) als Vizepräsident der Wirtschaftskammer Österreichs nach. Dieser folgte ihm 2014 als Bundesobmann des RfW nach.
Im April 2010 übte Fritz Amann nach der Bundespräsidentenwahl, bei der die freiheitliche Kandidatin Barbara Rosenkranz klar Amtsinhaber Heinz Fischer unterlegen war, Kritik am Bundesparteiobmann der FPÖ, Heinz-Christian Strache. Amann meinte in einem Interview, dass die Aufstellung der „rechtslastigen“ Kandidatin Barbara Rosenkranz ein Fehler gewesen sei. Wie schon bei seiner Kritik an den Aussagen Eggers forderte Amann ein Umdenken der Parteispitze in Richtung freiheitlich-liberaler Werte.
In der Folge verurteilten sowohl Parteichef Strache als auch diverse weitere hochrangige FPÖ-Funktionäre die öffentliche Meinungsäußerung des RfW-Bundesobmanns. Da sich die Obleute der RfW-Landesverbände hinter Amann stellten, trat die FPÖ bei der Wirtschaftskammer-Wahl in Wien mit einer eigenen Liste „FPÖ-Pro Mittelstand“ an, die allerdings den Einzug in die Kammer klar verfehlte. Nach der Wahl wurde Fritz Amann als Repräsentant des Rings Freiheitlicher Wirtschaftstreibender Vizepräsident der Wirtschaftskammer Österreich.
Im Mai 2014 trat Amann nach den umstrittenen Aussagen, Einpersonen-Unternehmen (EPU) seien „keine Unternehmer“, sondern „Tagelöhner“ und „Scheinselbstständige“, als Vizepräsident der Wirtschaftskammer zurück.